# مقاطعة أونيدا (ويسكونسن)
مقاطعة أونيدا (بالإنجليزية: Oneida County, Wisconsin)‏ هي إحدى مقاطعات ولاية ويسكونسن في الولايات المتحدة. تأسست سنة 1885، وتبلغ مساحتها 1,236 ميل مربع (3,200 كـم2)، بلغ عدد سكانها 35998 نسمة في عام 2010 حسب إحصاء مكتب تعداد الولايات المتحدة .

## وصلات خارجية
- الموقع الرسمي
- United States Counties